# Miche
Pour l’article ayant un titre homophone, voir Misch.
Pour les articles homonymes, voir (gros) pain ou familièrement fesse.
La miche est un petit gâteau du Gers, qui se retrouve de façon quasi identique dans la Bigorre. Traditionnellement fait aujourd'hui avec des farines de maïs et de blé, il fut d'abord réalisé à base de sarrasin.

## Étymologie
Le mot est l'adaptation du latin mica qui signifie « morceau ». Suivant les régions, il n'y a pas eu de chuintement du c et on prononce « mique ». Mais cette boule de pâte de farine de maïs et de blé ne doit pas être confondue avec les miques du Limousin. Il y existe une mique levée et une mique au pain toujours réalisées sans adjonction de farine de maïs.

## Origine
La miche est une pâtisserie traditionnelle sur une aire géographique comprenant le Gers, la Gascogne et la Bigorre. 

## Ingrédients
Farine de maïs et de froment, graisse d'oie, sel, eau, levure de boulanger, œufs, sucre ou confiture. À ces ingrédients, Aline Faurie ajoute uniquement de l'armagnac.  
Le froment étant autrefois considéré comme un luxe, l'on traitait les avares de « mangeurs de miques ». Les premières miches furent réalisées avec une pâte à base de farine de sarrasin ou parfois de maïs.
Ingrédients de la miche au sarrasin : farine de sarrasin, eau, beurre ou plus souvent du saindoux, levain, sel. Ces ingrédients peuvent varier suivant les traditions.

## Préparation
L'appareil pétri, on forme des boules de la grosseur d'une orange et on laisse lever toute la nuit. Puis on fait cuire dans de l'eau, on égoutte, on coupe en tranches, on passe dans les œufs et on fait frire à la poêle. Servir chaud saupoudré de sucre ou nappé de confiture. Cette recette traditionnelle a évolué puisque Aline Faurie conseille de faire directement frire une cuillère de pâte dans une huile chaude. Fabriquée artisanalement, la miche, déposée dans des petits moules en papier cannelé, est cuite au four.
Pour la miche (mique) au sarrasin, la recette semble plus proche des traditions paysannes. Les ingrédients mélangés, on confectionne ensuite un bouillon avec les légumes habituels des soupes campagnardes (garbure ou alicuit). « Elle est ensuite façonnée en boule et posée sur le bouillon frémissant. À mi-cuisson on la retourne. Dès qu'elle est cuite on la sort du bouillon et on la sert immédiatement. Comme pour le millas, on peut la laisser refroidir puis la découper en morceaux qui seront réchauffés à la poêle et sucrés au miel. »